# Schwallblech
Als Schwallblech wird eine – meist durchbrochene – Trennwand in Flüssigkeitsbehältern bezeichnet, die mit Fahrzeugen bewegt werden.

## Funktionsweise

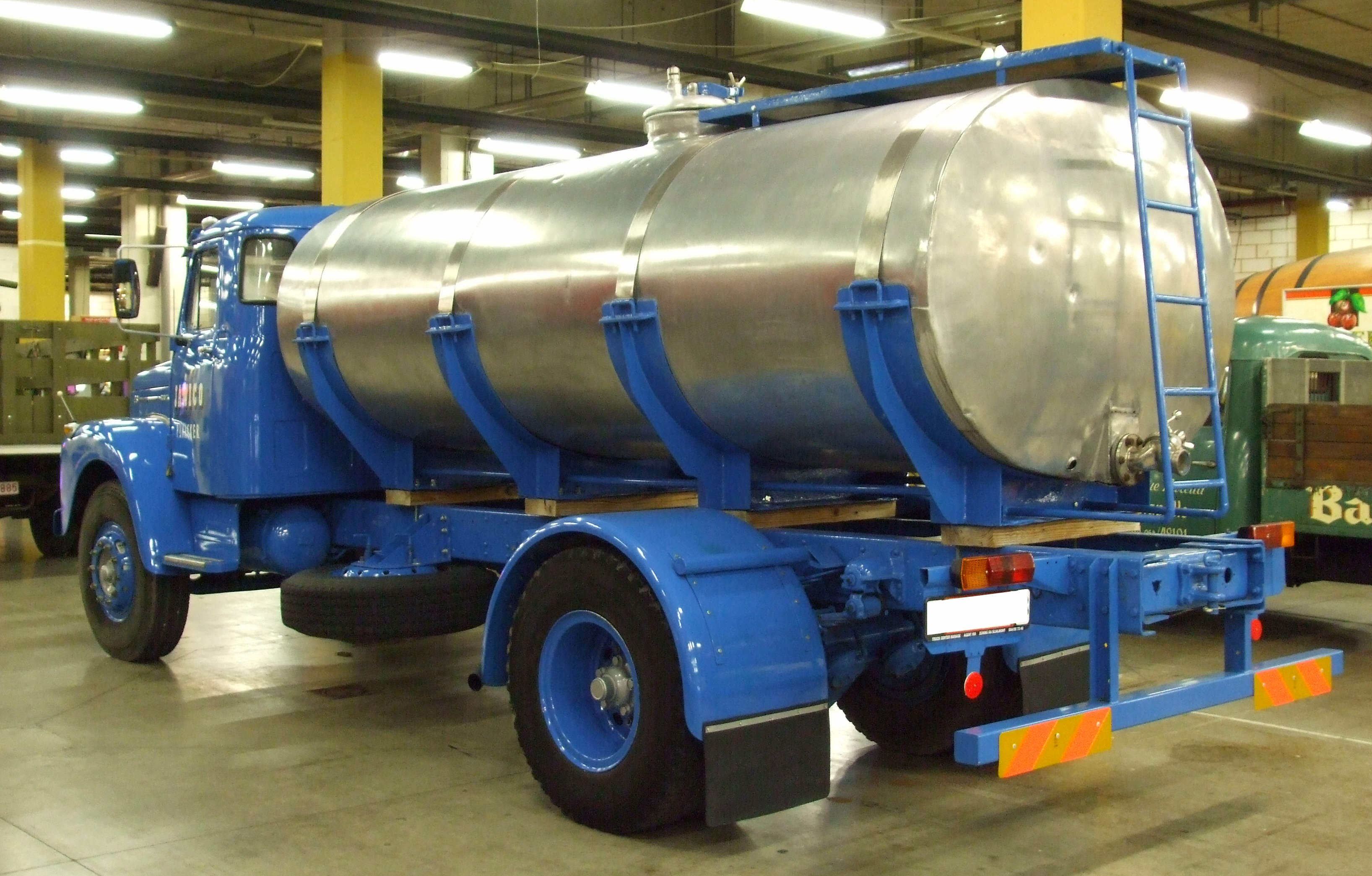
Ein historischer Tanklastwagen

Beim Beschleunigen (auch Bremsen) eines teilweise, nicht ganz, mit Flüssigkeit gefüllten Behälters, zum Beispiel bei einem fahrenden Tankfahrzeug, verlagert sich die Flüssigkeit aufgrund ihrer Massenträgheit.
 Das bedeutet, dass die Flüssigkeit beim Abbremsen nach vorne schwappt, und beim Beschleunigen nach hinten. Bei Kurvenfahrt bewirkt die Fliehkraft, dass die Flüssigkeit zur Kurvenaußenseite hin verlagert wird. Die Fahrsicherheit eines Fahrzeugs kann durch die Bewegung der Ladung im Behälter erheblich beeinträchtigt werden.
Um diese Wirkung zu reduzieren, werden ein oder mehrere Schwallbleche, also Zwischenwände, in den Tank eingebaut. Sie sind durchbrochen und werden nicht ganz zur Tankdecke oder zum Tankboden geführt. Dadurch kann sich die Flüssigkeit, wenn keine Kraft mehr auf sie einwirkt, etwas verzögert wieder gleichmäßig im gesamten Tank ausbreiten.

## In Fahrzeugen
Schwallbleche gibt es auch im Treibstofftank von Kraftfahrzeugen (Beruhigungstopf), hier auch zur Geräuschminderung, sowie im Öl-Vorratsbehälter des Motors. Bei schneller Kurvenfahrt wird damit verhindert, dass das Öl auf die Seite wandert, der Öl-Ansaugstutzen Luft ansaugt und somit die Motorschmierung unterbrochen würde. Viele Dampflokomotiven führen Schlepptender mit, deren Wassertanks ebenfalls Schwallbleche enthalten.

## Schiffe

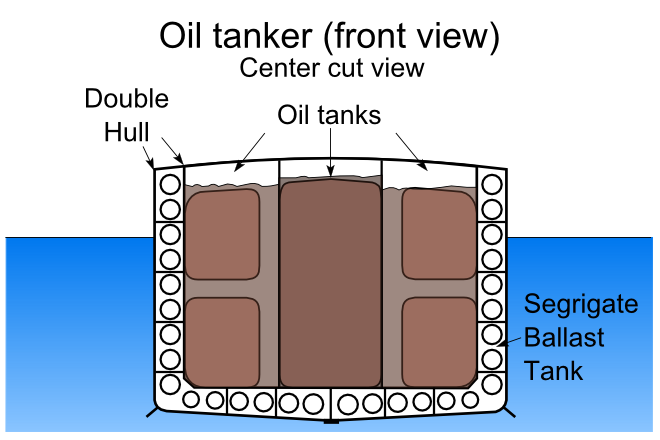
Querschnitt durch ein Tankschiff

Auf Schiffen sind freie Flüssigkeitsoberflächen sehr gefährlich, da sie bei Seegang zum Kentern führen können. Deshalb dürfen Tanks nicht über die ganze Schiffsbreite reichen; sie sind durch Längsschotten zu unterteilen, weil im halbgefüllten Zustand der Inhalt beim Rollen die Bewegung verstärken würde. Ist Wasser in die Räume eingedrungen, gibt es das gleiche Problem. Vor allem RoRo-Schiffe, in denen es durch die Fahrzeugdecks in der Nähe der Meeresoberfläche große und fast die ganze Schiffsbreite umfassende Räume geben kann, sind problematisch. Hier wird gefordert, abschnittsweise Längswände einzufügen; dies mindert allerdings die Transportkapazität.

## Schwappkäfig

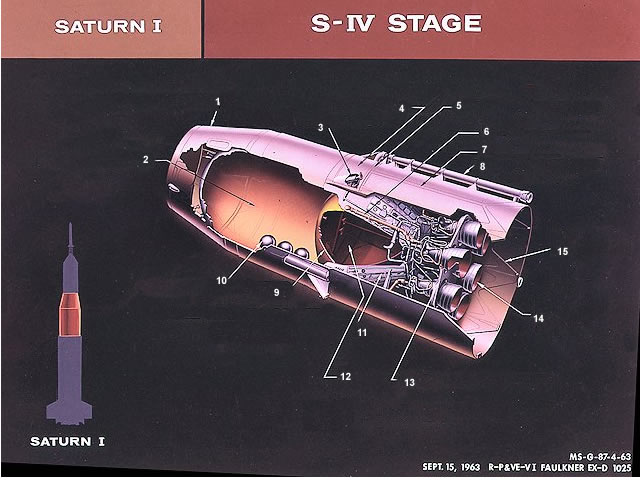
Schwappkäfig (im Bild die Nr. 12) in einem Tank (LiquidOXygen) der Saturn I-Rakete

Die gleiche Aufgabe übernehmen in Raketentanks Schwappkäfige. Hierdurch wird verhindert, dass die Bewegung des flüssigen Treibstoffes die Rakete ins Taumeln bringt bzw. durch die Beschleunigungskräfte der Treibstoff „nach oben“ und „nach unten“ schwingt und beispielsweise die Triebwerke nicht zuverlässig versorgt werden (Pogoeffekt).

## Quelle
- Schwappkäfig in der Sammlung des Deutschen Museums